# Rasa de Solsona
La Rasa de Solsona és un torrent afluent per l'esquerra del Riu Negre, al Solsonès.

## Descripció
Neix a 775 msnm a l'extrem de llevant del tros de la Cervera, a poc menys de 300 m. de la masia de Llera. De direcció predominant NE-SO, s'escola entre el vessant oriental del Serrat de l'Om i els vessants occidentals del Serrat de Rotgers, del Turó del Grau i el turó de l'Om, al llarg d'1,9 km. fets íntegrament pel terme municipal de Lladurs. Prop de la seva capçalera, deixa a llevant la ja esmentada masia de Llera i a 687 msnm desguassa al riu Negre, a la frontera entre els termes municipals de Lladurs i Solsona i 100 m. al nord-oest de la masia de la Ribereta.

## Territoris que travessa
La Rasa de Solsona fa tot el seu curs pel terme municipal de Lladurs.

## Perfil del seu curs
| Recorregut (en m.) | Altitud (en m.) | Pendent |
| ------------------ | --------------- | ------- |
| 0                  | 775             | -       |
| 250                | 750             | 10,0%   |
| 500                | 730             | 8,0%    |
| 750                | 717             | 5,2%    |
| 1.000              | 709             | 3,2%    |
| 1.250              | 704             | 2,0%    |
| 1.500              | 697             | 2,8%    |
| 1.883              | 687             | 3,0%    |

## Xarxa hidrogràfica
La xarxa hidrogràfica de la Rasa de Solsona està integrada per un total de 10 cursos fluvials. D'aquests, 6 són subsidiaris de 1r nivell i 3 ho són de 2n nivell. La totalitat de la xarxa suma una longitud de 3.500 m.

### Distribució per termes municipals
La totalitat de la xarxa de la Rasa de Solsona transcorre pel terme municipal de Lladurs.